# Olympische Winterspiele 1998/Teilnehmer (Armenien)
| Gelbes Symbol für Goldmedaillen mit stilisierten Olympischen Ringen | Graues Symbol für Silbermedaillen mit stilisierten Olympischen Ringen | Braundes Symbol für Bronzemedaillen mit stilisierten Olympischen Ringen |
| ------------------------------------------------------------------- | --------------------------------------------------------------------- | ----------------------------------------------------------------------- |
| —                                                                   | —                                                                     | —                                                                       |

Armenien nahm an den Olympischen Winterspielen 1998 im japanischen Nagano mit einer Delegation von sieben Sportlern, vier Männer und drei Frauen, teil.
Nach 1994 war es die zweite Teilnahme Armeniens an Olympischen Winterspielen.

## Flaggenträger
Die Skilangläuferin Alla Mikajeljan trug die Flagge Armeniens während der Eröffnungsfeier im Olympiastadion.

## Teilnehmer nach Sportarten

### Eiskunstlauf
Paare
- Aleksandr Tschestnich, Marija Krassilzewa
Paarlauf: 19. Platz (28,0 Punkte)
- Samwel Gesaljan, Ksenja Smetanenko
Eistanz: 24. Platz (48,0 Punkte)

### Freestyle-Skiing
Herren
- Armen Rafajeljan
Buckelpiste: 19. Platz (23,49 Punkte)

### Ski Alpin
Herren
- Arsen Harutjunjan
Slalom: 27. Platz (2:15,11 m)

### Skilanglauf
Damen
- Alla Mikajeljan
30 km: 58. Platz (1:44:03,6 h)

## Weblink
- Olympiamannschaft Armeniens 1998 in der Datenbank von Sports-Reference (englisch; archiviert vom Original)